# شودري خليق الزمان
تشودري خاليق الزمان (بالأردوية: چودھری خلیق الزمان)‏، (25 ديسمبر 1889 - 1973) سياسي باكستاني وشخصية مسلمة مهمة للغاية خلال الهند البريطانية. كان أحد كبار قادة رابطة مسلمي عموم الهند. وحاكم شرق البنغال من مارس 1953 إلى مايو 1954.
ولد في تشونار، كان أحد الآباء المؤسسين لباكستان، في وقت استقلال باكستان في 14 أغسطس 1947 كان لا يزال يعمل كعضو في الرابطة الإسلامية في الجمعية التأسيسية في الهند، كان أحد الأفراد الأربعة الذين خاطبوا الجمعية التأسيسية للهند في القاعة المركزية للبرلمان خلال لحظة استقلال الهند في 14 أغسطس 1947. والثلاثة الآخرون هم جواهر لال نهرو، وراجندرا براساد، وسارفيبالي راذاكريشنان. هاجر إلى باكستان في نوفمبر 1947، وكان أول رئيس للرابطة الإسلامية (باكستان).